# Motore Bourke

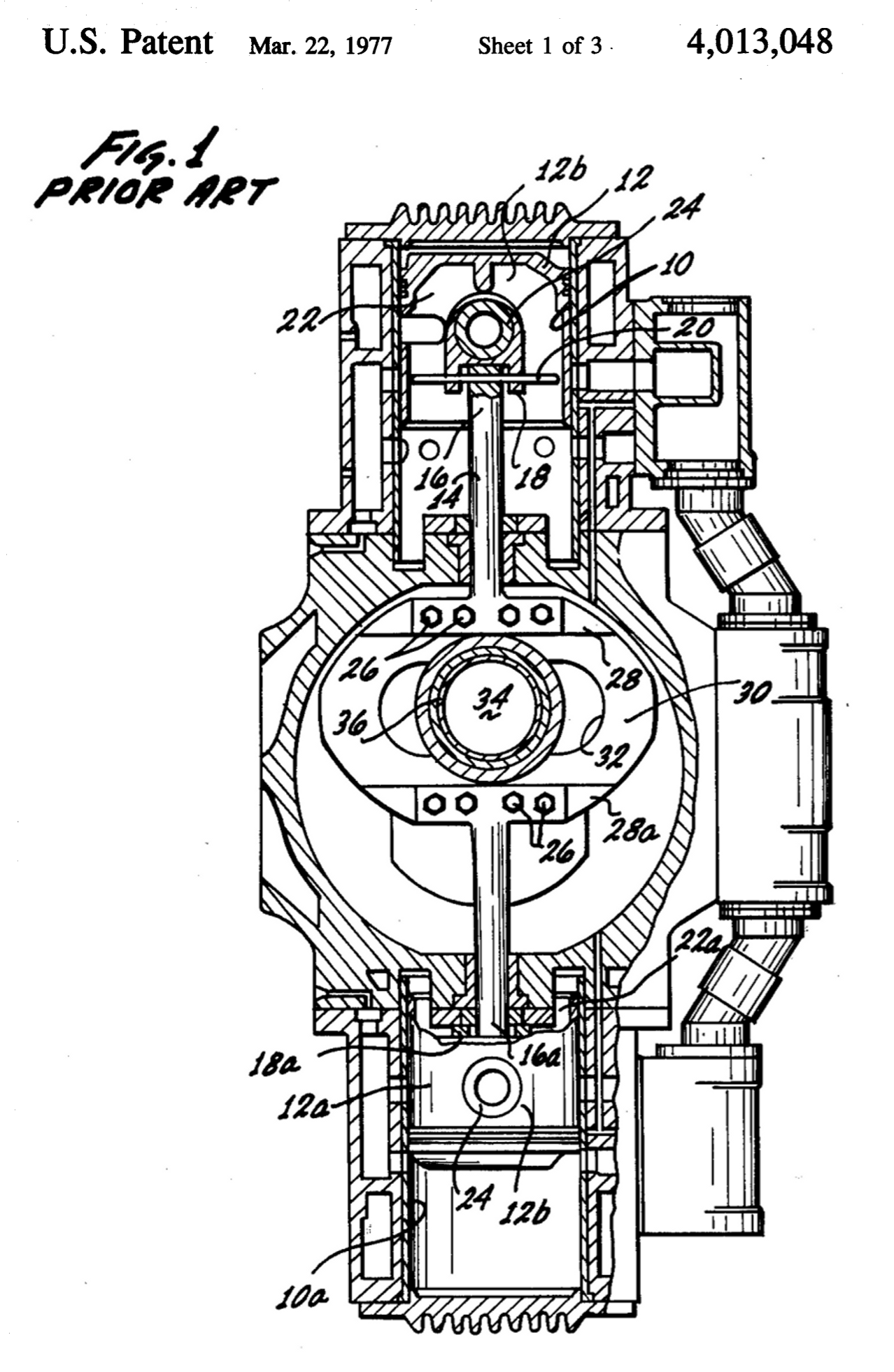
Motore Bourke

Motore Bourke, è possibile vedere in funzione il giogo scozzese

Il motore Bourke è un tipo di motore a 2 tempi a cilindri contrapposti

## Introduzione
Il motore Bourke è fondamentalmente un motore a due tempi, con due pistoni disposti orizzontalmente ed opposti che si muovono nella stessa direzione e allo stesso tempo, in modo che siano sempre equidistanti e le loro operazioni siano sfasate di 180º.
I pistoni sono collegati a un meccanismo di guida per l'albero motore detto Giogo scozzese, al posto del più consueto meccanismo di rotazione (biella manovella), che permette di ridurre leggermente l'accelerazione dei pistoni.
Un'altra caratteristica è data dal carter sigillato e dalla camera d'aspirazione sotto i pistoni, la quale essendo decisamente più piccola permette rapporti di precompressione maggiore.

## Storia
Questo motore è stato progettato da Russell Bourke nel 1920, come un miglioramento del motore due tempi, ma nonostante il completamento della progettazione e la costruzione di diversi motori, l'inizio della seconda guerra mondiale, la mancanza di un completamento di prove di perfezionamento e le cattive condizioni di salute della moglie, limitarono il successo  nel mercato motoristico del suo motore.

## Ciclo
Il ciclo di funzionamento è molto simile a quella di un normale motore a due tempi, ma con alcune modifiche:
- il motore fu progettato per funzionare senza utilizzare l'accensione comandata, dopo che il motore si sia portato a temperatura di regime, questo grazie al fenomeno dell'autoaccensione, dove la miscela aria e carburante inizia a bruciare a causa dell'elevata temperatura dei gas, che vengono compressi e alla previsione di punti caldi nella testata.
- la iniezione di benzina avviene direttamente nella luce di aspirazione.

## Caratteristiche del motore
Il motore ha come peculiarità le seguenti caratteristiche progettuali:

### Caratteristiche meccaniche
Tale motore presenta:
- Trasferimento del moto lineare delle aste dei pistoni alla rotazione del l'albero motore a giogo scozzese (testa a croce trasversa), invece dell'uso del sistema biella manovella
- La diminuzione del numero di parti in movimento (solo 2 in movimento e assemblati contrapposti per cilindro) ed i cilindri contrapposti sono combinabili a fare un motore a 2, 4, 6, 8, 10, 12 o più cilindri
- Funzionamento più fluido grazie alla eliminazione del sistema biella-manovella.
- Il pistone è collegato rigidamente a una asta a moto rettilineo.
- Iniezione meccanica della benzina, tramite un condotto presente sui travasi.
- Luci di travaso come la maggior parte dei motori a due tempi, invece che valvole a fungo come i motori a quattro tempi.
- Facilità di manutenzione, con strumenti semplici.
- Le aste scorrenti verso la camera di manovella hanno cuscinetti di guida, e dispositivi di tenuta.
- la guida per le aste portanti i pistoni, evita sforzi laterali sui pistoni, la lubrificazione delle guide stesse è in zona "fredda", cioè non sollecitata termicamente. Questo riduce la usura dei pistoni.
- la guida per le aste portanti i pistoni evita le vibrazioni indotte dalle spinte laterali della biella, le accelerazioni laterali recate dal giogo scozzese sono inferiori almeno del 25%, e sono locate a breve distanza dal asse dell'albero motore, e quindi inducono meno vibrazioni.
- la guida a moto rettilineo, il gioco scozzese e la rotazione della manovella del albero motore realizza una alzata sinusoidale perfetta del pistone (la corsa di salita e discesa del pistone corrisponde esattamente a 180°), quindi la corsa utile di aspirazione ed espansione sono maggiori.

### La fluidodinamica
Tale motore ha come peculiarità:
- Gas di scarico a temperatura minore, in modo da poter utilizzare componenti di scarico in materiali più semplici e poveri.
- Combustione estremamente veloce.
- Rapporto di compressione elevato, compreso tra 15:1 a 24:1.
- Il carburante può essere iniettato in ritardo nel travaso, ciò consente di introdurre carburante a lavaggio parzialmente effettuato, riducendo sostanzialmente il trascinamento del carburante nello scarico.

### Lubrificazione
Le peculiarità di tale motore sono:
- Questo motore utilizza olio immagazzinato nella camera dell'albero motore, proteggendone l'usura.
- La camera dell'albero motore è sigillata dalla camera inferiore del pistone, in modo che non ci sia trafilamento e dispersione d'olio.
- Il pistone e gli anelli elastici sono riforniti d'olio da un piccolo canale presente sulla superficie del cilindro che preleva l'olio dalla camera dell'albero motore.

## Vantaggi
Il principale sostegno delle virtù del design sono:
- Ha solo due parti in movimento
- Più leggero degli altri motori
- Più potente degli altri motori a due tempi
- Due cicli utili per giro (motore bicilindrico)
- Rispetto ad altri motori a due tempi ha bisogno di molto meno olio, il quale non viene miscelato ne con l'aria, ne nel carburante.

## Critiche su tale motore
Il motore Bourke ha alcune caratteristiche interessanti, ma le ipotesi sui comportamenti ed i rendimenti sono ancora da provare completamente. Alcune affermazioni sono in contraddizione con altre.
1. Il sigillo della camera dell'albero motore con la camera sotto al pistone crea attrito, riducendo l'efficienza.
2. L'efficienza può essere limitata da perdite di pompaggio, se si ipotizzano drastici aumenti delle pressioni.
3. Il peso del motore è suscettibile di essere più elevato di quanto previsto in origine, per far fronte ai picchi dati dagli alti rapporti di compressione.
4. L'esercizio di un motore a combustione interna crea con la detonazione delle onde d'urto verso le pareti, e sollecitazioni notevoli sui cinematismi.
5. Anche se alcuni test hanno mostrato bassi livelli di emissioni in alcune circostanze, le quantità registrate a piena potenza e a regimi diversi possono essere significativamente più alte
6. L'innesco della combustione è controllata dallo stato di funzionamento del motore, e non da azioni esterne come avviene in altri tipi di motori che hanno sistemi di innesco controllati. Può essere possibile ottimizzare e perfezionare l'innesco e la fase successiva di combustione in una definita condizione operativa, ma non per la vasta gamma di coppie e velocità che ha in genere un motore da trazione automobilistica. Il risultato sarà una minore efficienza a condizioni diverse, ed anche notevoli compromissioni di funzionamento.
7. Se l'efficienza è alta, anche la temperatura di combustione deve essere alta, come richiesto dal ciclo di Carnot, e la miscela aria carburante deve essere magra. Temperature di combustione alta e miscela magra causano miscele di biossido di azoto nei gas di scarico.
8. Il giogo scozzese, (testacroce trasversa), così come è realizzato nel motore, non è completo per la funzione prevista, dato che manca delle superfici scorrenti trasverse a reggere le spinte assiali del pistone; il perno di testacroce scarica infatti direttamente le spinte assiali del pistone su una superficie piana del giogo, e questo provocherebbe una rapida distruzione nel punto di contatto. La realizzazione di un blocco/pattino di connessione perno-gioco, di adeguate dimensioni per distribuire le spinte, avrebbe massa, ingombri e problemi di attrito notevoli, modificando l’architettura del motore. Il giogo infatti supporta tutte le spinte del pistone e della trasformazione del moto in rotazione, invece nel sistema a biella una parte delle sollecitazioni laterali è supportata dal pistone. L'adozione del blocco-pattino porta peraltro a tre le parti mobili del motore stesso. Questo è il motivo principale per cui il giogo scozzese "semplice" (senza pattino) ha trovato solo applicazioni molto limitate in cinematismi meccanici di potenza.

Alcune di queste critiche hanno trovato, o possono trovare soluzioni, altre devono essere verificate in prove pratiche.